# Štefanová
Štefanová és un poble i municipi d'Eslovàquia que es troba a la regió de Bratislava, a l'extrem occidental del país, prop de la frontera amb Àustria.

## Demografia
| Godina             | 1994 | 2004   | 2014   | 2024    |
| ------------------ | ---- | ------ | ------ | ------- |
| Nombre de persones | 351  | 324    | 348    | 395     |
| Diferència         |      | −7,69% | +7,40% | +13,50% |

| Godina             | 2023 | 2024   |
| ------------------ | ---- | ------ |
| Nombre de persones | 402  | 395    |
| Diferència         |      | −1,74% |